# 칠칠절
칠칠절(한국 한자: 七七節, 히브리어: שבועות 샤부오트, 영어: Feast of Weeks)은 성경의 절기 중 3대 절기인 무교절 · 칠칠절 · 초막절 중의 하나. 모세가 시내산에서 야훼로부터 십계명과 율법을 받으면서 제정된 날이다.

## 단어의 의미
칠칠절(七七節)은 일곱 번의 안식일이 지나간다는 의미이다. 칠칠절의 문자적 의미는 이스라엘 농경 문화에서 비롯되었는데, 초실절(유대력 1월 16일)에 보리의 첫 수확을 시작하여, 7주후 밀 을 처음 수확하여 제물로 드리며 그 수확 완성의 기쁨을 기념하는 날이다.

## 칠칠절의 유래
구약의 절기는 모두 애굽에서 해방된 유대인들이 가나안땅을 향하여 가는 동안에 있었던 사건들에서 유래되었다.
칠칠절은 야훼 하느님께서 모세를 통해 이스라엘 백성들에게 십계명을 반포하신 후 시내산에 십계명을 받으러 올라간 날을 기념하게 하기 위해 제정하신 절기이다
탈출기 24장

## 칠칠절의 날짜
초실절로부터 49일을 세고, 이튿날 즉 50일째가 칠칠절이다. 

초실절 날짜가 해마다 무교절 후에 오는 안식일 다음날, 즉 일요일이었기 때문에 50일째가 되는 칠칠절도 매년 안식일 다음날인 일요일에 오게된다
‘너희는 안식일 다음 날부터, 곧 곡식 단을 흔들어 바친 날부터 일곱 주간을 꽉 차게 헤아린다.
이렇게 일곱째 안식일 다음 날까지 오십 일을 헤아려, 새로운 곡식 제물을 주님에게 바친다.— 레위기 23:15-16

## 신약 절기의 예식과 의미
신약에서는 칠칠절을 오순절(五旬節)이라고 표현한다.
 오순절 절기에 모여서 기도하는 중 성령이 이들에게 임하였고, 방언의 역사가 생겨 전 세계로 그리스도교가 퍼지게 된 계기가 된 날이다. 초실절(=부활절)날 첫 열매로 부활하신 예수님께서 부활 후 40일째 되는 날 승천하시면서  오순절까지 예루살렘에서 약속한 성령을 기다리라고 말씀하셨고, 열흘 후 50일째 되는 날 오순절 성령 강림이 이루어졌다. 
사도행전 2장 1절
이후 신약성경의 기록속에서 예수님의 제자들이 오순절을 지키는 장면들을 확인할 수 있다
- 바오로가 아시아에서 시간을 허비하지 않으려고 에페소를 그냥 지나치기로 결정하였던 것이다. 사실 그는 되도록 오순절에는 예루살렘에 있으려고 서둘렀다.  (사도행전 20:16)
- 그러나 오순절까지는 에페소에서 지내겠습니다. (1코린 16:8)
결론적으로 오순절에 약속된 성령을 받은 바, 많은 기독교에서 오순절을 성령 받는 날로 인식하고 있다.

## 같이 보기
- 성경의 절기
- 오순절
- 초실절
- 나팔절
- 희년